# Москальова Катерина Миколаївна
Катери́на Микола́ївна Москальо́ва (14 лютого 1998) — українська і румунська самбістка. Переможниця і призерка світових, континентальних і національних першостей з самбо.

## Життєпис
Займатися самбо почала у 2009 році. Вихованка криворізької ДЮСШ № 7.
З 2022 року на спортивних змаганнях представляє Румунію.

## Спортивні досягнення
- 2015 — Молодіжний чемпіонат Європи з самбо (Нові Сад, Сербія) —  Срібло
- 2016 — Молодіжний чемпіонат Європи з самбо (Тулуза, Франція) —  Золото (до 75 кг).
- 2016 — Молодіжний чемпіонат світу з боротьби самбо (Плоєшті, Румунія) —  Золото (до 75 кг).
- 2019 — Європейські ігри (Мінськ, Білорусь) —  Срібло (до 68 кг).

## Нагороди
- Орден княгині Ольги III ст. (15.07.2019) — за досягнення високих спортивних результатів на II Європейських іграх 2019 в Мінську (Республіка Білорусь), виявлені самовідданість та волю до перемоги, піднесення міжнародного авторитету України[1].